# Verner Dahlerup
Karl Verner Hornemann Dahlerup, född 31 oktober 1859, död 24 augusti 1938, var en dansk språkforskare. Han var brorson till Vilhelm Dahlerup.
Dahlerup var professor i nordiska språk vid Köpenhamns universitet 1911–1926. Han utgav fornnordiska texter såsom Ågrip och Physiologus samt författade  bland annat Det danske Sprogs Historie (2:a upplagan 1921). Dahlerup var aktiv i utarbetandet av den stora danska ordboken.

## Utmärkelser
- Riddare av Dannebrogorden,  1918[2]
- Hedersdoktor vid Lunds universitet,  1918[2]
- Dannebrogsmännens hederstecken,  1926[2]

[Redigera Wikidata]